# Xawtv
xawtv è un programma che permette all'utente di guardare e registrare programmi televisivi attraverso un PC grazie o a una scheda TV o a una scheda DVB-S di un ricevitore satellitare. Xawtv gira su sistemi operativi Unix-like, ed è licenziato sotto la GPL.
Il programma non favorisce nessun particolare desktop environment, infatti xawtv viene con applicazioni che usano widget basate su Motif, così come X11 e le applicazioni a riga di comando. Xawtv funziona con Video4linux e XVideo ed ha un'interfaccia minimalistica.